# Andrew Irvine
Pour les articles homonymes, voir Irvine.
Andrew Comyn Irvine, surnommé « Sandy », né le 8 avril 1902 à Birkenhead en Angleterre, et aperçu pour la dernière fois le 8 juin 1924 sur les pentes de l'Everest, est un alpiniste britannique. Il a disparu avec son compagnon de cordée George Mallory sous le sommet de l'Everest alors que les deux alpinistes tentaient d'en réaliser la première ascension.

## Biographie

### De la naissance à 1923
Irvine est un sportif passionné et excelle à l'aviron. Il a notamment fait partie de l'équipe qui a remporté en 1923 la course annuelle entre les universités d'Oxford et de Cambridge alors qu'il étudiait au Merton College d'Oxford.
C'était une personne compatissante, expressive, timide et créative. Il possédait également une force et une forme physique exceptionnelles, en plus d'une étonnante capacité à réparer tout ce qui touchait à la mécanique. Durant la Première Guerre mondiale, alors qu'il allait toujours à l'école, il a proposé aux autorités militaires le dessin d'un dispositif visant à permettre à une mitrailleuse de tirer depuis un avion à hélices sans endommager les pales.
En 1923, il a été choisi pour une expédition universitaire au Spitzberg, où il a excellé dans tous les domaines.

### L'année 1924
Après son expédition au Spitzberg, recommandé par le leader de l'expédition, Noel Odell, Irvine fut sélectionné pour faire partie de l'expédition britannique à l'Everest de 1924. Il n'avait alors que 21 ans.
Son compagnon et ami George Mallory a écrit de lui qu'Irvine était digne de confiance pour tout sauf peut-être pour la conversation. Il a grandement aidé l'expédition à apporter des innovations à ses bouteilles d'oxygène, améliorant leur légèreté, leur résistance et leur utilisation. Il a aussi entretenu le matériel de l'expédition, comme les appareils photo, les lits de camp ou les réchauds. Il était unanimement admiré et respecté par ses aînés pour son ingéniosité et sa générosité dans le travail.
Après deux tentatives infructueuses d'atteindre le sommet, il est choisi avec Mallory pour mener une troisième et dernière tentative, dont ils ne reviendront pas. Odell les aperçut près du sommet, mais le mystère demeure sur le fait qu'ils l'aient réellement atteint ou non.

### Découverte ultérieure du corps
Le Britannique Frank Smythe aurait aperçu un corps au moyen d'un télescope en 1936. En 1979, l'alpiniste chinois Wang Hongbao a confié avoir aperçu le corps très ancien d'un Anglais près du sommet lors d'une précédente expédition en 1975, mais celui-ci n'a pu être localisé précisément et Wang périt dans une avalanche le lendemain de cette révélation,. Ce corps pourrait être celui d'Irvine.
À la suite de cela, une expédition de recherche des corps est lancée en 1999. Le corps de Mallory est retrouvé, bien conservé par le froid, à 8 290 mètres d'altitude sur la face nord de l'Everest, mais pas celui d'Irvine. Leurs appareils photo n'ayant pas été retrouvés, l'incertitude demeure sur leur succès. Les membres de l'expédition recouvrent le corps de pierres avant de redescendre,. D'autres expéditions similaires ont eu lieu dans la décennie suivante, mais le cadavre d'Irvine ne fut pas retrouvé.
Une expédition a été lancée en 2010 par l'historien de l'Everest Tom Holzel qui s'appuie sur des photos satellite haute définition qui ont mis en évidence près du sommet une forme oblongue qui pourrait être celle du cadavre d'Irvine. Cette expédition ayant pour but de tenter de récupérer son corps et son appareil photo, comme preuve de leur hypothétique réussite, est menée par le géologue allemand Jochen Hemmleb mais elle échoue. Une nouvelle expédition menée en 2011 par des sherpas ne donne également aucun résultat.
En 2019, l'alpiniste néo-zélandais Jamie McGuinness a mené une expédition de recherche dans la zone où le cadavre d'Irvine était supposé se trouver. Malgré l'utilisation de drones pour faire les recherches, non seulement le corps d'Irvine n'a pas été retrouvé, mais celui de Mallory avait disparu. Les corps ont probablement été retirés en secret par les autorités chinoises, soit à cause de la publicité négative faite autour des cadavres abandonnés en haute montagne, soit à cause du scepticisme de l'Occident quant au succès de l'expédition chinoise à l'Everest de 1960, soit pour éviter d'attirer l'attention sur le Tibet à l'occasion des Jeux olympiques de Pékin en 2008. Lorsque McGuiness a demandé à un responsable de l'Association d’alpinisme du Tibet de Chine si le corps d'Irvine avait été enlevé pour les Jeux olympiques, la réponse fut « il a été jeté de la montagne bien plus tôt que cela ».
En septembre 2024, lors d'une expédition sous la face nord de l'Everest, l'alpiniste cinéaste Jimmy Chin et son équipe découvrent une vieille chaussure au cuir craquelé et à la semelle ornée de clous d'acier en forme de diamant, avec une chaussette marquée d'une étiquette « A.C. Irvine ». L'ensemble est remis pour analyses à la China-Tibet Mountaineering Association (en), l'autorité gouvernementale qui supervise le versant nord de l'Everest. Le lieu exact de la découverte et son altitude ne sont pas communiqués.